# Gradungulidae
Gradungulidae zijn een familie van spinnen. De familie telt 7 beschreven geslachten en 16 soorten. De soorten uit dit geslacht zijn inheems in het oosten van Australië en Nieuw-Zeeland. De typesoort van de familie is Gradungula sorenseni

## Geslachten
- Gradungula Forster, 1955
- Kaiya Gray, 1987
- Macrogradungula Gray, 1987
- Pianoa Forster, 1987
- Progradungula Forster & Gray, 1979
- Spelungula Forster, 1987
- Tarlina Gray, 1987

## Taxonomie
Voor een overzicht van de geslachten en soorten behorende tot de familie zie de lijst van Gradungulidae.